# Jeff Flake

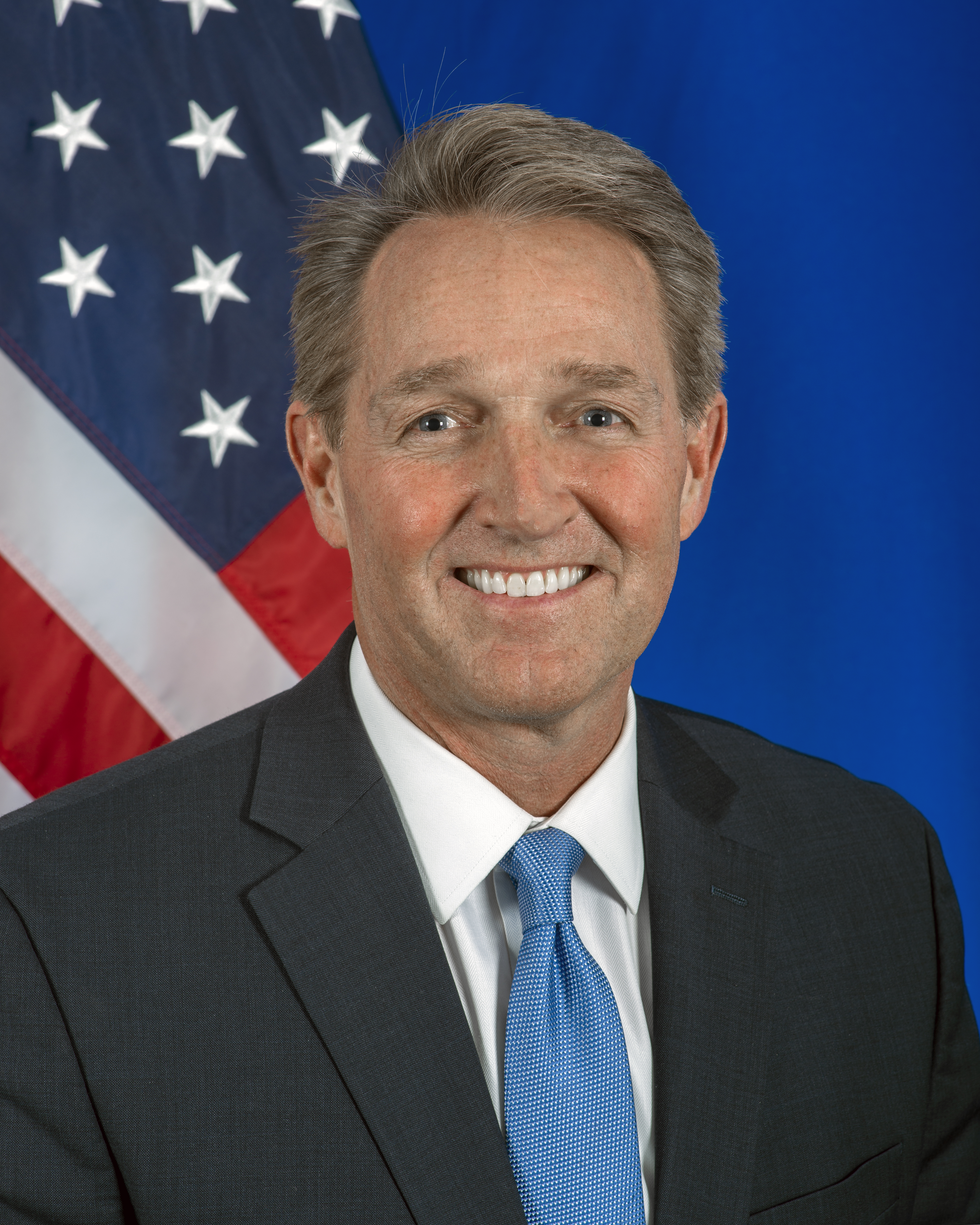
Jeff Flake (2022)

Jeffry Lane „Jeff“ Flake (* 31. Dezember 1962 in Snowflake, Arizona) ist ein amerikanischer Politiker der Republikanischen Partei. Von 2001 bis 2013 vertrat er die östlichen Vorstädte von Phoenix im US-Repräsentantenhaus und gehörte von 2013 bis 2019 für Arizona dem Senat der Vereinigten Staaten an. Im Oktober 2017 gab Flake unter scharfer Kritik an Präsident Donald Trump bekannt, bei der Senatswahl im November 2018 nicht wieder anzutreten.

## Familie, Ausbildung und Beruf
Jeff Flake wuchs in Snowflake auf, einer Kleinstadt, die sein Ur-Ur-Großvater William J. Flake, ein mormonischer Pionier, 1878 mit Erastus Snow gegründet hatte und die beider Namen trägt. Aufgewachsen mit zehn Geschwistern auf der Ranch der Familie, war Flake in seiner Jugend Cowboy. Seine Familie war in der Lokalpolitik engagiert, sein Onkel Jake Flake war Sprecher des Repräsentantenhauses von Arizona und gehörte dem Senat von Arizona an.
Jeff Flake studierte bis 1987 an der Brigham Young University in Provo (Utah), an der er 1986 den Bachelorgrad in Internationalen Beziehungen und 1987 den Master in Politikwissenschaft erwarb. Anfang der 1980er Jahre war er als Missionar für die Mormonen, denen er wie seine Familie angehört, in Simbabwe und Südafrika tätig; er spricht fließend Afrikaans. Nach seinem Studienabschluss 1987 war Flake kurzzeitig Praktikant beim demokratischen Senator Dennis DeConcini und begann seine Karriere beim Washingtoner Lobbyunternehmen Shipley, Smoak & Henry in der Öffentlichkeitsarbeit. Im April 1989 wurde er Leiter der Foundation for Democracy, die an der Erstellung einer Verfassung für Namibia beteiligt war. Nach der Unabhängigkeit Namibias 1990 kehrte Flake in die Vereinigten Staaten zurück und arbeitete zunächst bis 1991 in Washington, D.C. in der von ihm gegründeten und geleiteten Firma Interface Public Affairs als registrierter Lobbyist für namibische Unternehmen und setzte sich für die Aufhebung der Sanktionen aus der Zeit der Apartheid ein. Unter seinen Kunden war die Rössing-Mine, in der Uran abgebaut wird und deren Minderheitseigner Iran ist, was Flake im Senatswahlkampf 2012 vorgeworfen wurde. Von 1992 bis zu seiner Wahl im Jahr 2000 war Flake Direktor des in Arizona ansässigen Goldwater Institute, einer konservativen Denkfabrik, die nach dem früheren Senator Barry Goldwater benannt ist.
Jeff Flake ist seit seinem Studium mit Cheryl Flake verheiratet. Das Paar hat fünf Kinder. Sie leben in Mesa, einer östlichen Vorstadt von Phoenix.

## Politische Laufbahn

### Abgeordneter im Repräsentantenhaus
Bei der Wahl im November 2000 wurde er für den 1. Kongresswahlbezirk Arizonas als Nachfolger von Matt Salmon in das US-Repräsentantenhaus gewählt. Dabei setzte er sich mit 54 Prozent der Stimmen gegen David Mendoza, den Kandidaten der Demokratischen Partei, durch. Am 3. Januar 2001 trat er das Mandat für diesen Wahlbezirk, der die mormonisch geprägten östlichen Vorstädte von Phoenix (East Valley) umfasste, an. Bei den folgenden Wahlen wurde Flake mit Ergebnissen von jeweils mindestens 66 Prozent der Wählerstimmen (teils ohne Gegenkandidaten der Demokraten) alle zwei Jahre wiedergewählt, zuletzt 2010. Nach dem Neuzuschnitt der Wahlkreise („redistricting“) vertrat er ab dem 3. Januar 2003 den 6. Kongresswahlbezirk Arizonas, der geographisch weitgehend mit dem bisherigen 1. übereinstimmte.
Flake war im Repräsentantenhaus Mitglied der Ausschüsse für Auswärtige Angelegenheiten, für Bodenschätze und zur Kontrolle und Reform der Regierung. Ursprünglich ein Anhänger des Irakkrieges und des USA PATRIOT Act, ging er in den folgenden Jahren in vorsichtige Opposition, was ihm 2004 eine parteiinterne Kampfkandidatur in der Vorwahl einbrachte. Flake war auch Mitglied im Justizausschuss, bis ihn die Parteiführung 2007 nicht wieder in diesen entsandte. Flake führte das auf seine parteiintern umstrittene Unterstützung einer Einwanderungsreform zurück. Er schlief während seiner Aufenthalte in Washington in seinem Büro und hielt Distanz zum dortigen Politikbetrieb. Bereits ab den frühen 2000er Jahren forderte er als einer der ersten Abgeordneten die Abschaffung von Subventionen für lokale Einzelprojekte (sogenanntes „earmarking“ oder pejorativ „pork-barrel spending“), was ihm Gegner auch in der eigenen Partei einbrachte, nach dem Erfolg der Tea-Party-Bewegung aber Mainstream unter Republikanern und geltendes Recht geworden ist.
Immer wieder wurde Flake als möglicher Bewerber für das Amt des Gouverneurs von Arizona oder für einen Sitz im Senat der Vereinigten Staaten ins Gespräch gebracht.

### Senator für Arizona

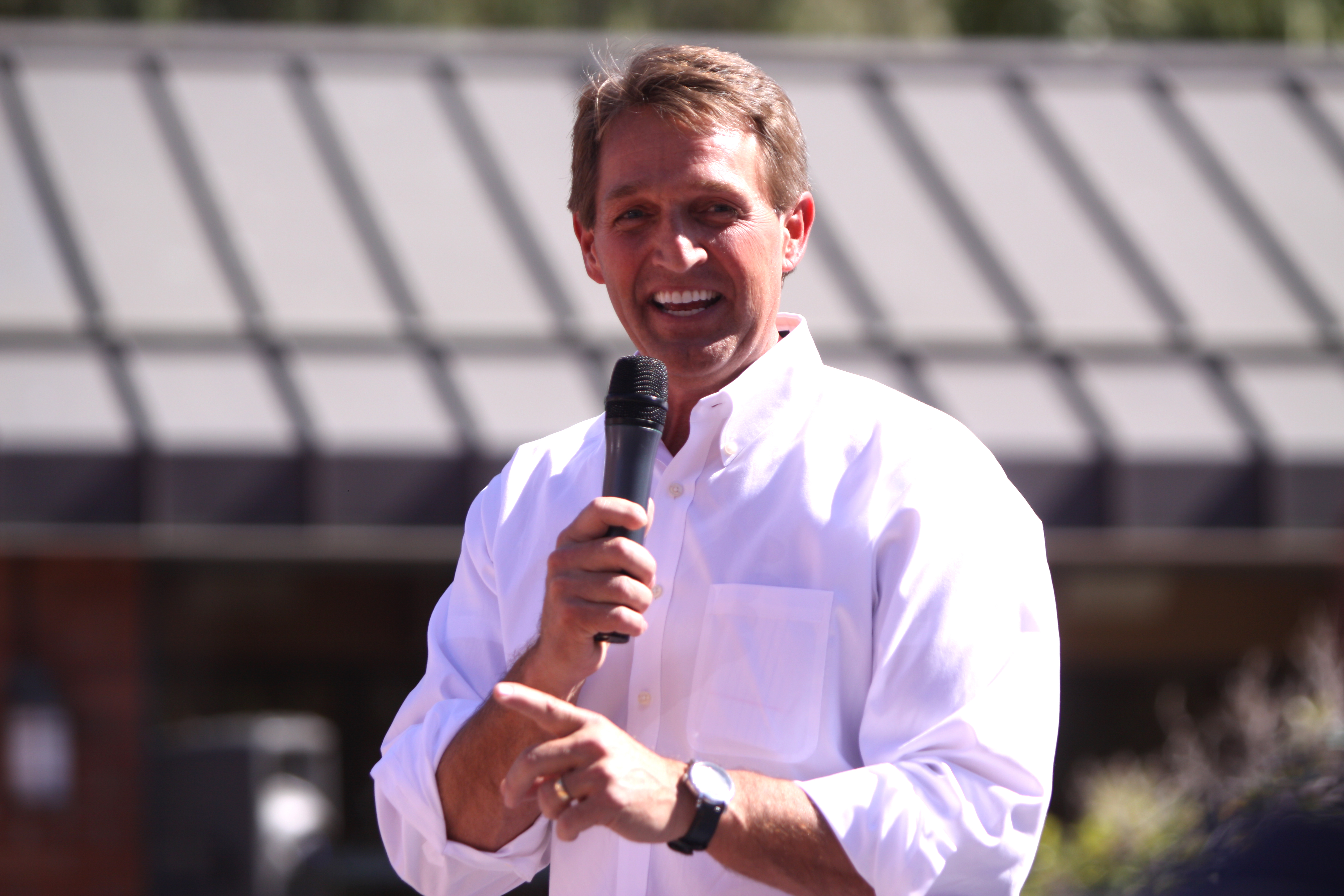
Flake bei einem Wahlkampfauftritt im April 2012

Im Sommer 2012 wurde Flake schließlich von den Republikanern seines Bundesstaates für den Sitz im US-Senat nominiert, den sein Parteifreund Jon Kyl innegehabt hatte. Mit seinem Konkurrenten, dem Demokraten Richard Carmona, lag er laut Umfragen lange Kopf an Kopf. Flake erhielt bei der Wahl am 6. November 2012 im eher republikanisch dominierten Bundesstaat 49,2 Prozent der Stimmen, Carmona 46,2 Prozent. Die über 100.000 Stimmen für den Senatskandidaten der Libertarian Party (bei 30.000 Stimmen für den Parteikandidaten bei der zeitgleichen Präsidentschaftswahl) wurden als Indiz dafür gewertet, dass ein Teil der Konservativen Flake zu moderat fand. Am 3. Januar 2013 trat Flake sein Mandat im Senat an. Er gehört den Ausschüssen für Energie und Bodenschätze, Auswärtiges, Justiz und Alterung an und einigen Unterausschüssen. Flake ist Vorsitzender der Unterausschüsse für Afrika und Weltgesundheitspolitik sowie Terrorismus und Heimatschutz.
Im Sommer 2014 nahm Flake zusammen mit dem demokratischen Senator Martin Heinrich (New Mexico) an der Reality-TV-Sendung Rival Survival des Discovery Channel teil, in dem beide sechs Tage lang auf einer einsamen Insel in Mikronesien verbringen mussten – und dabei für die Notwendigkeit parteiübergreifender Zusammenarbeit warben. Flake war beim Training für ein Benefiz-Baseballspiel am 14. Juni 2017 anwesend, als das Kongress-Baseball-Attentat stattfand, wurde aber nicht verletzt. Er wurde daraufhin vom früheren Präsidenten Obama kontaktiert, zu dem Flake ein gutes Verhältnis pflegt und der ihn nach den Schüssen auf die damalige Kongressabgeordnete Gabrielle Giffords 2011 nach Arizona begleitet hatte.
Im Sommer 2017 kündigte Kelli Ward, die dem rechten Parteiflügel angehört und schon 2016 gegen den anderen Senator aus Arizona John McCain angetreten war, an, sich in der parteiinternen Vorwahl gegen Flake für seinen Senatssitz zu bewerben. Eine Umfrage im September 2017 sah sie mit zweistelligem Vorsprung – in allen Teilen des Bundesstaates – in Führung. Auch die mögliche demokratische Gegenkandidatin in der Hauptwahl, die Kongressabgeordnete Kyrsten Sinema, führte in dieser Umfrage mit 47 zu 40 Prozent gegen Flake, der bei den voraussichtlichen Teilnehmern der republikanischen Vorwahl eine Beliebtheit von nur 25 Prozent hatte. 34 Prozent der Wähler Arizonas waren mit seiner Arbeit zufrieden, 59 Prozent nicht.
Im Oktober 2017 gab Flake in einer Senatsrede bekannt, auf ein Wiederantreten bei der Wahl 2018 zu verzichten, und kritisierte dabei Präsident Trump scharf. Er sprach sich gegen den republikanischen Senatskandidaten Roy Moore bei der Nachwahl in Alabama im Dezember 2017 aus, nachdem Moore mehrerer sexueller Übergriffe gegen Minderjährige beschuldigt worden war. Flake spendete dem Kandidaten der Demokraten Doug Jones 100 Dollar für seinen Wahlkampf und schrieb dazu in einem Tweet „Country over Party“ (Land über Partei). Bei der Senatsanhörung des umstrittenen Supreme-Court-Kandidaten Brett Kavanaugh im September 2018 galt Flake als einer der wenigen Senatoren der Republikaner, die geneigt waren, mit Nein zu stimmen. Nach der Anhörung einer Frau, die erklärte, Kavanaugh habe sie in der Schulzeit zu vergewaltigen versucht, stimmte Flake am 28. September 2018 mit den Kollegen seiner Partei im Justizausschuss dafür, ein Votum des Senatsplenums über Kavanaugh zuzulassen, verknüpfte das allerdings mit der aufschiebenden Bedingung, das FBI solle eine Woche lang zu den Vorwürfen ermitteln. Zuvor hatten ihn zwei Frauen vor laufenden Kameras im Fahrstuhl mit ihrer Empörung konfrontiert.
Flakes Senatsmandat endete am 3. Januar 2019. Zu seiner Nachfolgerin wurde die Demokratin Kyrsten Sinema gewählt. Durch seine Opposition zu Trump wurde Flake unter linken und konservativen Gegnern des Präsidenten populär. Er schließt eine Rückkehr in die Politik nicht aus. Im März 2018 sprach Flake davon, dass er davon ausgehe und es für richtig halte, dass es einen parteiinternen Herausforderer für Trump bei der Präsidentschaftswahl 2020 geben werde; dass Flake selbst kurz zuvor in den wichtigen Vorwahlstaat New Hampshire gereist war, sorgte für Spekulationen, dass Flake selbst antreten könnte, was er im Januar 2019 ausschloss.

### Botschafter in der Türkei
Als einer von nur wenigen Republikanern wurde Jeff Flake in der demokratischen Regierung von US-Präsident Joe Biden mit einem Botschafterposten betraut; von Oktober 2021 bis September 2024 leitete Flake die Botschaft seines Landes in der Türkei.

### Kritik an Präsident Trump
Während des Präsidentschaftswahlkampfs 2016 weigerte sich Flake, Trump die Unterstützung auszusprechen, und wurde während Donald Trumps erster Präsidentschaft einer seiner schärfsten parteiinternen Kritiker. Am 1. August 2017 veröffentlichte Flake das Buch Conscience of a Conservative: A Rejection of Destructive Politics and a Return to Principle, in dem er Donald Trumps Politik frontal als populistisch und protektionistisch angriff. Der Titel adaptiert den Titel eines Buches des früheren konservativen Senators aus Arizona, Barry Goldwater, der gerade im rechten Parteiflügel der Republikaner als Vorbild gilt.
Bei seiner Rede im Senat im Oktober 2017, bei der er den Verzicht auf eine Wiederwahl 2018 ankündigte, erklärte er, er werde sich angesichts des „rücksichtslosen, unerhörten und unwürdigen“ Verhaltens des Präsidenten nicht länger „mitschuldig machen oder schweigen“. In einer Senatsrede am 17. Januar 2018 bezog Flake Stellung zu Trumps Medienkritik; deren Bezeichnung als „enemy of the people“ (Volksfeind) stellte Flake in Bezug zum Stalinismus. Flake sagte weiter: „Im Jahr 2017 wurde die Wahrheit – die objektive, empirische, nachweisliche Wahrheit – mehr missbraucht und in Mitleidenschaft gezogen als jemals zuvor in der Geschichte unseres Landes, verantwortet von der mächtigsten Persönlichkeit in unserer Regierung“. Das ständige Wiederholen von Unwahrheiten unterhöhle das Vertrauen in wichtige Institutionen mit zerstörerischen Effekten auf die Demokratie.
Trotz seiner scharfen Rhetorik gegen Trump und seiner Appelle, die Normen und Umgangsformen des politischen Geschäfts zu wahren, wurde Flake vorgeworfen, keine wirksame Kritik zu üben. So drohte er zwar im Sommer 2018, Trumps Vorschläge für Richterstellen zu blockieren, solange Trump seine protektionistische Zollpolitik fortführe, machte seine Drohung aber nicht wahr. Laut FiveThirtyEight stimmte Flake in über achtzig Prozent der Fälle im Senat mit dem Präsidenten, auch bei kontroversen Nominierungen wie Jeff Sessions als Justizminister oder Neil Gorsuch als Richter für den Obersten Gerichtshof. Kurz nach der Halbzeitwahl im November 2018 wiederholte Flake seine Drohung, die Besetzung von Richterstellen zu blockieren, wenn ein Gesetz, das die Sonderermittlung Muellers schützen soll, nicht zur Abstimmung gelangt.
Am 6. Januar 2021 veröffentlichte er auf nytimes.com einen Appell (My Fellow Republicans, Trump Is Destroying Us), in dem er Trump einen gefährlichen Demagogen nannte.
Später an diesem Tag stürmten Militante das Kapitol in Washington und sprengten eine Sitzung beider Kammern des US-Kongresses, auf dem das Wahlergebnis der Präsidentschaftswahl in den Vereinigten Staaten 2020 formell festgestellt werden sollte.

## Positionen
Flake machte sich als Leiter des Goldwater Institute mit konservativem und libertärem Gedankengut vertraut, wobei ihn die Ökonomen Friedrich Hayek und Vernon Smith sowie die angebotsorientierten Politiker Ronald Reagan und Margaret Thatcher beeinflussten. Er lernte auch den einflussreichen konservativen Intellektuellen William F. Buckley kennen. Flake selbst bezeichnet sich als konservativ und weist darauf hin, dass er etwa dreißigmal für eine Abschaffung der Gesundheitsreform Obamacare gestimmt hat. In Fragen wie dem Umgang mit illegal Eingewanderten gilt er jedoch als gemäßigt und steht deshalb bei Konservativen der eigenen Partei in der Kritik. So war er einer der acht Senatoren der sogenannten „Gang of Eight“, die 2013 eine überparteiliche Einwanderungsreform konzipierten. Während Flake sich gegen Schwangerschaftsabbrüche (Pro-Life) und gleichgeschlechtliche Ehen ausgesprochen hat, wich er von der Parteilinie ab, als er 2010 die Abschaffung der militärinternen Richtlinie Don’t ask, don’t tell unterstützte. 2013 fielen seine Beliebtheitswerte, als er sich gegen eine Verschärfung des Waffenrechts aussprach.
Als im März 2015 47 der 54 republikanischen US-Senatoren in einem öffentlichen Brief Obamas Verhandlungsführung zur Kontrolle des iranischen Atomprogramms untergruben, gehörte er zu den sieben Abgeordneten seiner Partei, die den Brief nicht unterzeichneten. Flake unterstützte Präsident Obama anders als die meisten Republikaner bei dessen Bemühungen, die Beziehungen zu Kuba zu normalisieren.

## Auszeichnungen (Auswahl)
- Kommandeur I. Klasse des Nordstern-Ordens (2024)[30]

## Schriften
- Conscience of a Conservative. A Rejection of Destructive Politics and a Return to Principle. Random House, New York 2017, ISBN 978-0-399-59291-1.

## Belege
1. ↑  Daniel Schorn: Rep. Flake On Cutting Congressional Pork. In: CBS News, 2. November 2006 (Seite 2)
2. 1 2 3 4  Nash Jenkins: Fighting Donald Trump Cost Jeff Flake His Job. But He’s Not Going Quietly. In: Time, 30. November 2017.
3. ↑  Past lobbying becomes issue in Arizona Senate race. In: Fox News, 13. Mai 2012
4. ↑  John Celock: Jeff Flake Senate Campaign: Candidate’s Lobbying Past Not On Bios. In: The Huffington Post, 16. Mai 2012.
5. ↑  Jeff Flake’s Biography. In: Vote Smart
6. 1 2 3 4  Gregory Lewis McNamee: Jeff Flake. In: Encyclopedia Britannica, 29. Mai 2015.
7. ↑  Flake, Jeff. In: Our Campaigns.
8. ↑  Siehe dazu die Karten der Kongresswahlbezirke Arizonas bis 2002 und ab 2003.
9. ↑  Jeff Flake Election Results: Richard Carmona Defeated In 2012 Arizona Senate Race. In: The Huffington Post, 7. November 2012
10. ↑  Jeremy Duda: Vote analysis shows why Flake-Carmona race was so close. In: Arizona Center for Investigative Reporting.
11. ↑  Jordan Ray: Flake: Send Reid, McConnell to island. In: Politico, 18. September 2014.
12. ↑  Elena Schor: Obama reaches out to Sen. Flake after shooting. In: Politico, 14. Juni 2017.
13. 1 2  Josh Delk: Poll shows Flake down huge in primary and general election. In: The Hill, 13. September 2017.
14. ↑  Republican Sen. Jeff Flake won’t seek reelection. In: CNN.com, 24. Oktober 2017.
15. ↑  Avery Anapol: Flake donates $100 to Doug Jones campaign: ‘Country over Party’. In: The Hill, 5. Dezember 2017.
16. ↑  Seung Min Kim, John Wagner: Senate Republican leaders agree to new FBI background investigation of Kavanaugh. In: The Washington Post, 28. September 2018.
17. ↑  Veronica Stracqualursi: Flake: ‘There should be’ Republican challenger to Trump in 2020. In: CNN.com, 3. März 2018
18. ↑  John DiStaso: Frequent Trump critic, potential 2020 contender, Republican Sen. Jeff Flake headed to NH. In: WMUR.com, 27. Februar 2018.
19. ↑  Jeff Flake “will not be a candidate” in 2020 presidential race. In: CBS News, 29. Januar 2019.
20. ↑  Jeff Flake delivers the most courageous conservative rebuttal of Trumpism yet. In: The Washington Post, 2. August 2017.
21. ↑  US-Senator: „Mr. President, ich werde mich nicht länger mitschuldig machen“. In: Süddeutsche Zeitung, 25. Oktober 2017
22. ↑  Jeff Flake: Enough. It is Time to Stand Up to Trump. Gastbeitrag. In: The Washington Post, 24. Oktober 2017 (mit Video der Rede vor dem Senat).
23. ↑  Kasie Hunt: Flake to denounce Trump media attacks as Stalinist in Senate speech. In: NBC News, 14. Januar 2018.
24. ↑  Jeff Flake: Trump missbraucht die Wahrheit wie niemand zuvor. In: FAZ.net, 18. Februar 2018
25. ↑  ‘Our democracy will not last’: Jeff Flake’s speech comparing Trump to Stalin, annotated. In: The Washington Post, 17. Januar 2018.
26. ↑  Joseph Flaherty: 15 Times Jeff Flake Criticized Trump, Then Nothing Happened. In: Phoenix New Times, 17. Juli 2018.
27. ↑  Jeremy Herb: Republican senator threatens to vote against judges after GOP blocks vote on Mueller protection bill. In: CNN.com, 14. November 2018.
28. ↑  My Fellow Republicans, Trump Is Destroying Us. There is power in standing up to the rank corruptions of a demagogue
29. ↑  Republican Senators Warn Iran in Open Letter. In: Politico, 9. März 2015
30. ↑  Ten foreign citizens to receive Order of the Polar Star. In: government.se. 22. Oktober 2024, abgerufen am 23. Oktober 2024 (englisch).

| Personendaten    | Personendaten                                        |
| ---------------- | ---------------------------------------------------- |
| NAME             | Flake, Jeff                                          |
| ALTERNATIVNAMEN  | Flake, Jeffry Lane (vollständiger Name)              |
| KURZBESCHREIBUNG | amerikanischer Politiker der Republikanischen Partei |
| GEBURTSDATUM     | 31. Dezember 1962                                    |
| GEBURTSORT       | Snowflake, Arizona                                   |